# إستيميشين

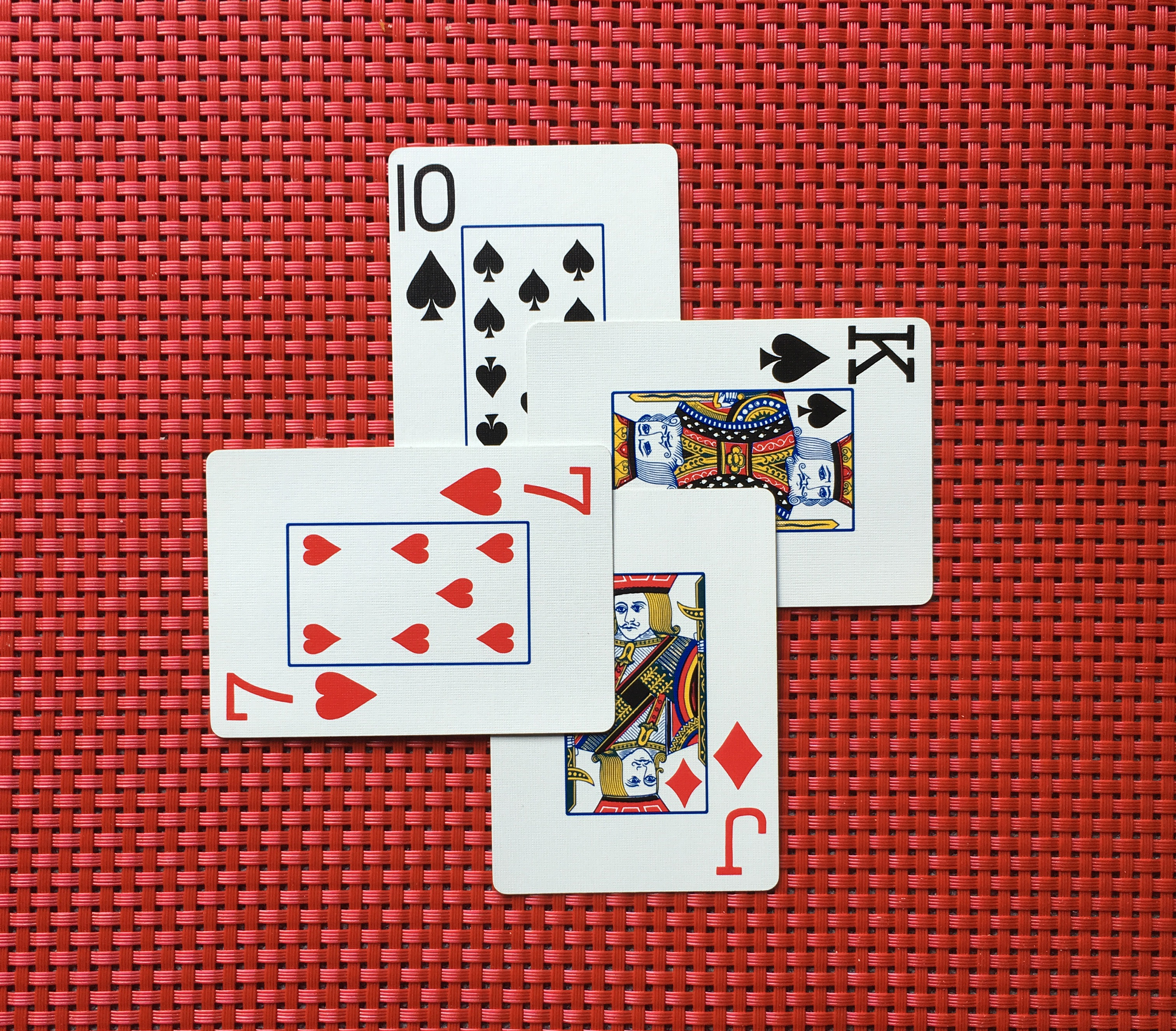
أربع بطاقات متداخلة يتم لعبها بالتسلسل لخدعة شائعة في معظم ألعاب الورق التي تعتمد على الخدع

الاستيميشن هي لعبة كروت بدأت في روسيا تعتمد علي دقة الملاحظة وسرعة البديهة إضافة إلى بعض الحظ مثل أغلب ألعاب الورق.
الاستيمشان هي إحدى ألعاب الكروت والتي تلعب بمشاركة 4 لاعبين باستخدام كروت الورق أو الكوتشينة الـ52 بحيث يتم توزيع الورق في البداية علي الجميع بالتساوي ورقة ورقة؛ حيث يحصل كل لاعب علي 13 ورقة.
مهمة كل لاعب: الحصول علي عدد محدد من اللمات ويحددها في مرحلة تسمي المزاد قبل كل دور مستخدما الورق الذي في يده وتستمر اللعبة لمدة 18 دور.

## فكرة اللعب
تعتمد فكرة اللعبة علي وجود مزاد يتم فيه تحديد نوع (القطوع) _مشروح بالأسفل_ في الأدوار الثلاث عشرة الأولي حيث يخير اللاعبون في اختيار نوع القطوع بحسب رغبة الفائز بالمزاد (الكول) على ان يبتدى الكول بأربع لمات فأكثر، بينما يفرض نوع القطوع إجباريا في الأدوار من الرابع عشر وحتي الثامن عشر والأخير من المباراة.

## انتهاء اللعب
اللاعب الحاصل على أعلى نقاط يسمى كينج.

ومن يليه يسمى صب كينج.

ومن يليه يسمى صب كوز.

والأخير يسمى الكوز.

## ترتيب الورق من حيث القوة
- أكبر الأوراق من حيث القوة هو الرقم 1 > اسمه في اللعبة: ACE.. إس.
- ثاني أكبر الأوراق من حيث القوة هو الشايب > اسمه في اللعبة: ROAH.. رواه.
- ثالت اقوي الأوراق من حيث القوة هو البنت > اسمها في اللعبة: DAMA.. الدامة.
- رابع أقوي الأوراق من حيث القوة هو الولد > اسمه في اللعبة: JACK.. جاك.
- بعد ذلك يرتب الورق بالتسلسل الطبيعي 10 ثم 9 ثم 8.. الخ حتي الكارت رقم 2 وهو اضعف كروت اللعبة.

## ترتيب العلامات من حيث القوة
- أقوي لون في الكروت هو لون (القلب السوداء) اسمه SPADE.. سبيد أو بستوني.
- ثاني أقوي لون هو (القلب الأحمر) اسمه HEART.. هارت أو كبة.
- ثالث أقوي لون هو (السمبوكـسا الحمراء) اسمه KARO.. كارو أو ديناري
- أضعف الألوان هو (الوردة السودا) اسمه TRIFLE.. التريفل أو سنك.

## بعض المصطلحات في اللعبة
- اللمة: في كل دور من ادوار اللعبة الـ18 يتم توزيع الكروت علي اللاعبين بحيث يحصل كل لاعب في كل دور علي 13 ورقة وحين يبدأ اللعب يلقي أول اللاعبين بكارته علي الأرض ثم يلقي الاخرين بترتيب جلوسهم عكس عقارب الساعة كل لاعب كارت حتي يصبح علي الأرض أربعة كروت فيتم جمعها وإعطاء الكروت الاربعة لصاحب اعلي كارت علي الأرض (وفقا لقانون اللعبة) ويقوم هذا اللاعب بوضع الكروت الاربعة بجانبه وتسمي هذة الكروت (لمة).
- التمرير (الباس): وهو الخيار الذي يستخدمه اللاعبون في المزاد في حالة عدم رغبتهم في الفوز بالمزاد وتحديد القطوع.
- داكك: وهي كلمه معناها أن الورق اللي مع اللاعبين لايمكن اللعب به والحصول علي لمات ومنها يتم إلغاء الدور واعادة توزيع الورق.
- الكول: يتحدد في أول كل دور وهو يعني اختصارا الفوز بالمزاد واقل كول بـ4 لمات وليس أقل.
- صاحب الكوول: وهو الشخص اللي حصل علي المزاد.
- كول وز: وهو لاعب يقوم بطلب عدد لمات مثل صاحب الكول ويشاركه في المكسب.
- الداش: وهي الصفر أي طلب زيرو لمات.
- داش كول: ولا لمه قبل معرفة القطوع ويحصل صاحبها علي الربح مضاعفا.
- القطوع: هو نوع الكارت الرابح في خلال الدور ويتم تحديده في أول اللعبة والذي يحدده هو اللاعب الذي قام بطلب أكبر عدد من اللمات. وفائدة القطوع موضحة من خلال اسمه حيث يمكنك ان تستخدمه في حالة رغبتك بالفوز بلمة كل كروتها كمثال من نوع الهارت وانت لا تملك هذا اللون فيمكنك في هذة الحالة استخدام القطوع لو كان معك منه كروت في القطع علي صاحب اعلي كارت في هذة اللمة لتفوز بها بدلا منه علي الا يكون أحد اللاعبين الاخرين قد قام بالقطع هو الآخر بكارت اعلي من لون القطوع.

مثال: لاعب طلب 5 سبيد ولاعب اخر طلب 5 هارت والاخرين اختار التمرير.. هنالك يفوز من طلب الـ 5 سبيد بالمزاد ويصبح السبيد هو القطوع في خلال الدور وعليه في هذة الحالة ان يفوز بخمس لمات في الدور من اصل 13 لمة ويعتبر خاسرا في حالة لمه لعدد أكثر أو اقل.
- الصنز: الصنز هو مسمي القطوع حين لا يكون هناك قطوع معين مميز عن الأنواع الاخري حيث يلعب كل نوع دور القطوع في نوعه فقط.. ويمكن لللاعبين اختيار نوع القطوع صنز في المزاد لكن الدور الرابع عشر في المباراة يكون استخدام القطوع صنز إجباريا.

- حساب اللمات: بعد تحديد الكول يحدد كل لاعب كم لمة سيحصل عليها في خلال الدور.

مثال: لاعب حصل علي المزاد بـ 5 كارو (طلب 5 لمات والقطوع كارو).
اللاعب علي يمينه لا يحق له ان يطلب 6 ولكن يحق له ان يطلب 5 أو اقل ثم يتبعه الذي يليه فيحدد طلبه حتي يتبقي اللاعب الأخير الذي يمكنه ان يطلب أي رقم بشرط ان يكون طبعا اقل من 6 وأيضا ان يكون لا يساوي (13 ناقص مجموع اللمات المطلوبة من زملائه) بحيث يشترط الا يكون مجموع عدد اللمات المطلوبة من جميع اللاعبين مساويا للرقم 13 وهو عدد اللمات الفعلي في اللعبة حتي يتحقق شرط الفوز والخسارة لأحد اللاعبين على الأقل في كل دور.

## حالة الدور
- الدور أوفر: عدد اللمات التي طلبها الأربعة لاعبين أزيد من 13 لمه.
- الدور أندر: عدد اللمات التي طلبها الأربعة لاعبين أقـل من 13 لمه.
- دور صعايدة: وهي معناها إن الأربعة لاعبين لم يحصل أي منهم علي لماته ويعاد الدور ولكن بالاسكور مضروبا في 2.

## أيضا
- ورق لعب